# Christoffer Clewberg
Nils Christoffer Clewberg, född 1706 i Bollnäs, Gävleborgs län, död 30 november 1776 i Uppsala var en svensk präst och teolog. 

## Biografi
Clewberg föddes som son till kontraktsprosten och riksdagsmannen Nils Clewberg (1654-1726) och Hedvig Eleonora Watz (död 1706). 
Han utnämndes till professor i orientaliska språk och teologi vid Uppsala universitet den 21 juli 1757 och till kyrkoherde i Danmarks prebendepastorat den 19 maj 1760. Han var tillika inspektor vid Roslags nation och Hälsinge nation vid Uppsala universitet 1760–1776. 
Clewberg var gift med Marita Margareta Smedberg och fader till åtta barn:
- Nils Kristoffer Clewberg (1749-1812), kyrkoherde i Åland och Skogs-Tibble församlingar
- Johanna Charlotta Clewberg (f 1751), gift Plaan.
- Karl Gustav Clewberg (f 1752), landsfiskal
- Hedvig Eleonora Clewberg (f 1754, död ung)
- Israel Clewberg (f 1755)
- Anna Margareta Clewberg (f 1755)
- Hedvig Eleonora Clewberg (f 1757)
- Abraham Clewberg (f 1759)

Christoffer Clewberg begravdes den 10 december 1776 i Uppsala domkyrka.